# Jade Neilsen
Jade Neilsen (Gold Coast (Queensland), 24 juli 1991) is een Australische zwemster. Ze vertegenwoordigde haar vaderland op de Olympische Zomerspelen 2012 in Londen.

## Carrière
Bij haar internationale debuut, op de wereldkampioenschappen kortebaanzwemmen 2010 in Dubai, sleepte Neilsen samen met Blair Evans, Kelly Stubbins en Kylie Palmer de zilveren medaille in de wacht op de 4x200 meter vrije slag.
Op de wereldkampioenschappen zwemmen 2011 in Shanghai zwom de Australische samen met Angie Bainbridge, Blair Evans en Bronte Barratt in de series, in de finale legden Bainbridge, Evans en Barratt samen met Kylie Palmer beslag op de zilveren medaille. Voor haar aandeel in de series werd ze beloond met de zilveren medaille.
Tijdens de Olympische Zomerspelen van 2012 in Londen zwom Neilsen samen met Brittany Elmslie, Angie Bainbridge en Blair Evans in de series van de 4x200 meter vrije slag, in de finale veroverden Bronte Barratt, Melanie Schlanger, Kylie Palmer en Alicia Coutts de zilveren medaille. Voor haar inspanningen in de series ontving Neilsen eveneens de zilveren medaille.

## Internationale toernooien
| Jaar | Olympische Spelen                                | WK langebaan                                     | WK kortebaan      | PanPacs       | Gemenebestspelen |
| ---- | ------------------------------------------------ | ------------------------------------------------ | ----------------- | ------------- | ---------------- |
| 2010 |                                                  |                                                  | 4x200m vrije slag | geen deelname | geen deelname    |
| 2011 |                                                  | 4x200m vrije slag · Neilsen zwom enkel de series |                   |               |                  |
| 2012 | 4x200m vrije slag · Neilsen zwom enkel de series |                                                  | geen deelname     |               |                  |

## Persoonlijke records
Bijgewerkt tot en met 5 april 2011

### Kortebaan
| Afstand         | Tijd    | Datum        | Plaats   |
| --------------- | ------- | ------------ | -------- |
| 100m vrije slag | 55,35   | 15 juli 2010 | Brisbane |
| 200m vrije slag | 1.56,60 | 18 juli 2010 | Brisbane |
| 400m vrije slag | 4.08,26 | 16 juli 2010 | Brisbane |

### Langebaan
| Afstand         | Tijd    | Datum        | Plaats |
| --------------- | ------- | ------------ | ------ |
| 100m vrije slag | 55,30   | 5 april 2011 | Sydney |
| 200m vrije slag | 1.57,20 | 3 april 2011 | Sydney |
| 400m vrije slag | 4.09,44 | 1 april 2011 | Sydney |